# 可知義明
可知 義明（かち よしあき、1936年（昭和11年）9月25日 - ）は、日本の政治家。元岐阜県恵那市長（3期）。

## 来歴
岐阜県恵那市出身。1955年（昭和30年）3月、岐阜県立恵那高等学校卒業。同年4月、恵那市役所に入庁。1995年（平成7年）4月、恵那市助役に就任。2000年（平成12年）4月、中津川恵那広域行政事務組合事務局長に就任。
2004年（平成16年）10月25日、旧恵那市と恵那郡南部の山岡町・明智町・岩村町・串原村・上矢作町の1市4町1村が合併し新制の恵那市が誕生する。これに伴って11月28日に行われた恵那市長選挙に公明党の推薦を得て出馬。旧山岡町長の山内章裕ら2候補を破り、初当選を果たした。同日、市長就任。2005年（平成17年）3月、明知鉄道株式会社社長に就任した。
2008年（平成20年）、無投票で再選。2012年（平成24年）、前市議の纐纈満を破り3選。2016年（平成28年）3月、次期市長選には出馬しない考えを表明した。